# Echiochilon lithospermoides
Echiochilon lithospermoides là loài thực vật có hoa trong họ Mồ hôi. Loài này được (S.Moore) I.M.Johnst. mô tả khoa học đầu tiên năm 1924.